# Aroostook County
Aroostook County is een county in de Amerikaanse staat Maine. De hoofdplaats is Houlton. De county telt 71.870 inwoners (volkstelling 2010).

## Geografie
De county heeft een landoppervlakte van 17.279 km² en is hiermee de grootste county van New England. De county grenst aan Canada. De noordelijke grens wordt gevormd door de rivieren St. Francis en St. John. Andere rivieren zijn de Allagash, de Aroostook, de Big Black, de Little Madawaska, de Machias en de Mattawamkeag. De county telt ook veel meren. Een groot deel van de county bestaat uit bossen.

## Bevolking
In het zuiden van de county is de bevolking hoofdzakelijk van Engelse en Ierse afkomst. Ook was er een belangrijke immigratie vanuit Zweden. In het noorden was er immigratie van Franstalige Canadezen.

## Economie
De belangrijkste economische activiteit is bosbouw en ermee verwante industrieën (hout en papier). Ook de landbouw is belangrijk dankzij de vruchtbare bodem met de teelt van aardappelen en haver.